# Rózsalonc
A rózsalonc vagy fürtöslonc (Weigela) a loncfélék (Caprifoliaceae) családjába tartozó növénynemzetség, melynek fajai Kelet-Ázsiában őshonosak. Elsősorban virágaik miatt kedvelt kerti dísznövények; Európában leggyakrabban a kínai rózsaloncot ültetik amellett, hogy több hibridfajtát is létrehoztak.
A rózsalonc nemzetség a családon belül közeli rokonságban áll az észak-amerikai eredetű sárgalonc (Diervilla) nemzetséggel; ezt az is mutatja, hogy a loncféléknél gyakrabban előforduló bogyótermés helyett száraz toktermés fejlődik mindkét nemzetség fajain. A két nemzetség közeli rokonsága azt is jelzi, hogy a kelet-ázsiai erdők és az Észak-Amerika keleti részén előforduló megfelelő erdőségek között rokoni kapcsolat áll fenn.

## Fajok
A The Plant List adatbázisában az alábbi 7 érvényes rózsaloncfajnév szerepel:
- Weigela decora (Nakai) Nakai
- Weigela florida (Bunge) A. DC. – kínai rózsalonc
- Weigela fujisanensis (Makino) Nakai
- Weigela grandiflora (Siebold et Zucc.) Fortune
- Weigela japonica Thunb. – japán rózsalonc[3]
- Weigela praecox (Lemoine) Bailey – korai rózsalonc[3]
- Weigela sanguinea (Nakai) Nakai

Az adatbázis több olyan rózsaloncfajnév érvényességének kérdését tartja megoldatlannak, amelyek más rendszerezők szerint érvényesek. Ilyen fajnevek például a következők:
- Weigela coraeensis Thunb. – koreai rózsalonc[3]
- Weigela floribunda (Siebold et Zucc.) K. Koch
- Weigela hortensis C. A. Mey.
- Weigela maximowiczii (S. Moore) Rehder
- Weigela middendorffiana (Carrière) K. Koch – mandzsu rózsalonc[3]
- Weigela sinica (Rehder) H. Hara
- Weigela splendens Carrière
- Weigela subsessilis (Nakai) L. H. Bailey